# Bộ Nông Lâm (Lào)

Biểu tượng của Bộ Nông Lâm Lào

Bộ Nông Lâm (tiếng Lào: ກະຊວງ ກະສິກຳ ແລະ ປ່າໄມ້) là cơ quan của chính phủ Lào thực hiện chức năng quản lý nhà nước về nông nghiệp và lâm nghiệp. Tên gọi của bộ này được viết tắt thành MAF. Bộ trưởng Bộ Nông Lâm hiện nay là Phet Phomphiphak.

## Ban ngành
Bộ Nông Lâm được chia thành nhiều cục bao gồm:
- Văn phòng Thư ký Thường trực (PSO)
- Cục Chăn nuôi và Thủy sản (DOLF)
- Cục Nông nghiệp (DOA)
- Cục Lâm nghiệp (DOF)
- Cục Thanh tra (DOIN)
- Cục Thủy lợi (DOI)
- Cục Tổ chức Cán bộ (DOAP)
- Cục Kế hoạch Tài chính (DoPF)
- Cục Chính sách và Pháp chế (DoPLA)
- Cục Kiểm lâm (DOFI)
- Cục Khuyến nông và Hợp tác xã (DAEC)
- Cục Quản lý Đất Nông nghiệp (DALaM)
- Hội đồng Khoa học và Công nghệ (CST)
- Viện Nghiên cứu Nông Lâm nghiệp Quốc gia (NAFRI)